# Vajanského vodopád
Der Vajanského vodopád (polnisch Ciemnosmreczyńska Siklawa) ist ein Wasserfall des Bachs Temnosmrečinský potok im Tal Temnosmrečinská dolina, einem Seitental der Kôprová dolina bei Podbanské und Štrbské Pleso in der slowakischen Hohen Tatra, unweit der polnisch-slowakischen Grenze, auf einer Höhe von etwa 1620 m n.m.. Der Wasserfall fließt durch eine Granodiorit-Felsschwelle zwischen den Tälern Temnosmrečinská dolina oberhalb und Kôprová dolina unterhalb der Schwelle, unmittelbar nach dem Abfluss des Temnosmrečinský potok aus dem Bergsee Nižné Temnosmrečinské pleso. Bezüglich der Höhe gibt es verschiedene Angaben, die sich im Intervall von 30 bis 90 m bewegen.
Der heutige Name des Wasserfalls ist eine Schöpfung des tschechischen Journalisten Rudolf Václav Boubela, der ihn 1919 zu Ehren des slowakischen Politikers und Schriftstellers Svetozár Hurban Vajanský so benannte. Vajanský verfasste 1880 das dichterische Werk Tatry a more (Die Tatra und das Meer), ist aber ansonsten historisch nicht mit dem Wasserfall verbunden. Der ältere Name Temnosmrečinský vodopád ist noch in der polnischen Übersetzung Ciemnosmreczyńska Siklawa vorhanden.
Zum Wasserfall führt kein touristischer Wanderweg, ist jedoch vom vorbeiführenden rot markierten Wanderweg von der Gabelung Pod Temnými smrečinami zum See Nižné Temnosmrečinské pleso gut zu sehen. Allerdings können Wanderungen auf diesem Weg nur vom 16. Juni bis zum 31. Oktober unternommen werden.